# Gmina zbiorowa Salzhausen
Gmina zbiorowa Salzhausen (niem. Samtgemeinde Salzhausen) – gmina zbiorowa położona w niemieckim kraju związkowym Dolna Saksonia, w powiecie Harburg. Siedziba administracji gminy zbiorowej znajduje się w miejscowości Salzhausen.

## Położenie geograficzne
Gmina zbiorowa Salzhausen jest położona w północnej części Pustaci Lüneburskiej ok. 40 km na południe od Hamburga.
Jest jednocześnie południowo-wschodnią granicą powiatu Harburg z powiatem Lüneburg. Od północy graniczy z miastem Winsen (Luhe), a od zachodu z gminą zbiorową Hanstedt. W gminie występują wrzosowiska Pustaci Lüneburskiej. Przez gminę płynie rzeka Luhe, która kieruje się na północ do ujścia do Ilmenau w Winsen (Luhe). Teren gminy jest pagórkowaty, porośnięty lasami i rozległymi wrzosowiskami. Gmina ma typowo rolniczy charakter.

## Podział administracyjny
Gminy należące do gminy zbiorowej Salzhausen:
1. Eyendorf
2. Garlstorf
3. Garstedt
4. Gödenstorf
5. Salzhausen
6. Toppenstedt
7. Vierhöfen
8. Wulfsen

## Współpraca
- gmina Biały Bór, Polska